# UCI Coupe des Nations U23 2014
L'UCI Coupe des Nations U23 2014 est la huitième édition de l'UCI Coupe des Nations U23. Elle est réservée aux cyclistes de sélection nationales de moins de 23 ans. Elle est organisée par l'Union cycliste internationale et fait partie du calendrier des circuits continentaux.

## Résultats

### Épreuves
| Date       | Épreuve                                     | Pays       | Vainqueur          | Deuxième             | Troisième            | Leader (nations) |
| ---------- | ------------------------------------------- | ---------- | ------------------ | -------------------- | -------------------- | ---------------- |
| 12 avril   | Tour des Flandres espoirs                   | Belgique   | Dylan Groenewegen  | Kristoffer Skjerping | Tiesj Benoot         | Pays-Bas         |
| 16 avril   | Côte picarde                                | France     | Jens Wallays       | Thomas Boudat        | Søren Kragh Andersen | Belgique         |
| 19 avril   | ZLM Tour                                    | Pays-Bas   | Thomas Boudat      | Mads Würtz Schmidt   | Marc Sarreau         | France           |
| 10 mai     | Championnat panaméricains sur route espoirs | Mexique    | Fernando Gaviria   | Brayan Ramírez       | Hernando Bohórquez   | France           |
| 31 mai     | Championnat d'Asie sur route espoirs        | Kazakhstan | Vadim Galeyev      | Oleg Zemlyakov       | Maxat Ayazbayev      | France           |
| 13 juillet | Championnat d'Europe sur route espoirs      | Suisse     | Stefan Küng        | Iuri Filosi          | Anthony Turgis       | France           |
| 23-30 août | Tour de l'Avenir                            | France     | Miguel Ángel López | Robert Power         | Alexey Ribalkin      | Belgique         |

### Classement par nations
| #  | Pays            | Pts. |
| -- | --------------- | ---- |
| 1  | Belgique        | 60   |
| 2  | France          | 58   |
| 3  | Russie          | 47   |
| 4  | Colombie        | 43   |
| 5  | Norvège         | 41   |
| 6  | Suisse          | 39   |
| 7  | Pays-Bas        | 38   |
| 8  | Danemark        | 37   |
| 9  | Australie       | 35   |
| 10 | Grande-Bretagne | 27   |